# Iglesia católica en Grecia
La Iglesia católica está presente en Grecia, país en el que los católicos oscilan entre 50.000 y 70.000 personas y forman parte de una minoría religiosa y no étnica.Sin embargo, otras estimaciones elevan la cifra hasta los 133.000 fieles o, incluso, los 350.000. Hay que tener en cuenta que, en total, Grecia cuenta con diez millones y medio de habitantes, el 97% de los cuales profesan la fe cristiana ortodoxa

La mayoría de ellos son una reminiscencia del dominio veneciano y genovés sobre el sur de Grecia y sobre muchas islas griegas (en los mares Egeo y Jónico ) desde principios del siglo XIII hasta finales del siglo XVIII, o descendientes de miles de bávaros que llegaron a Grecia en la década de 1830 como soldados y funcionarios, acompañando al rey Otón I de Grecia. Un término muy antiguo, pero todavía común para referirse a ellos, es en griego Φράγκοι, o "francos", que data de la época del Imperio Bizantino, cuando los griegos medievales utilizaban ese término para describir a todos los católicos.

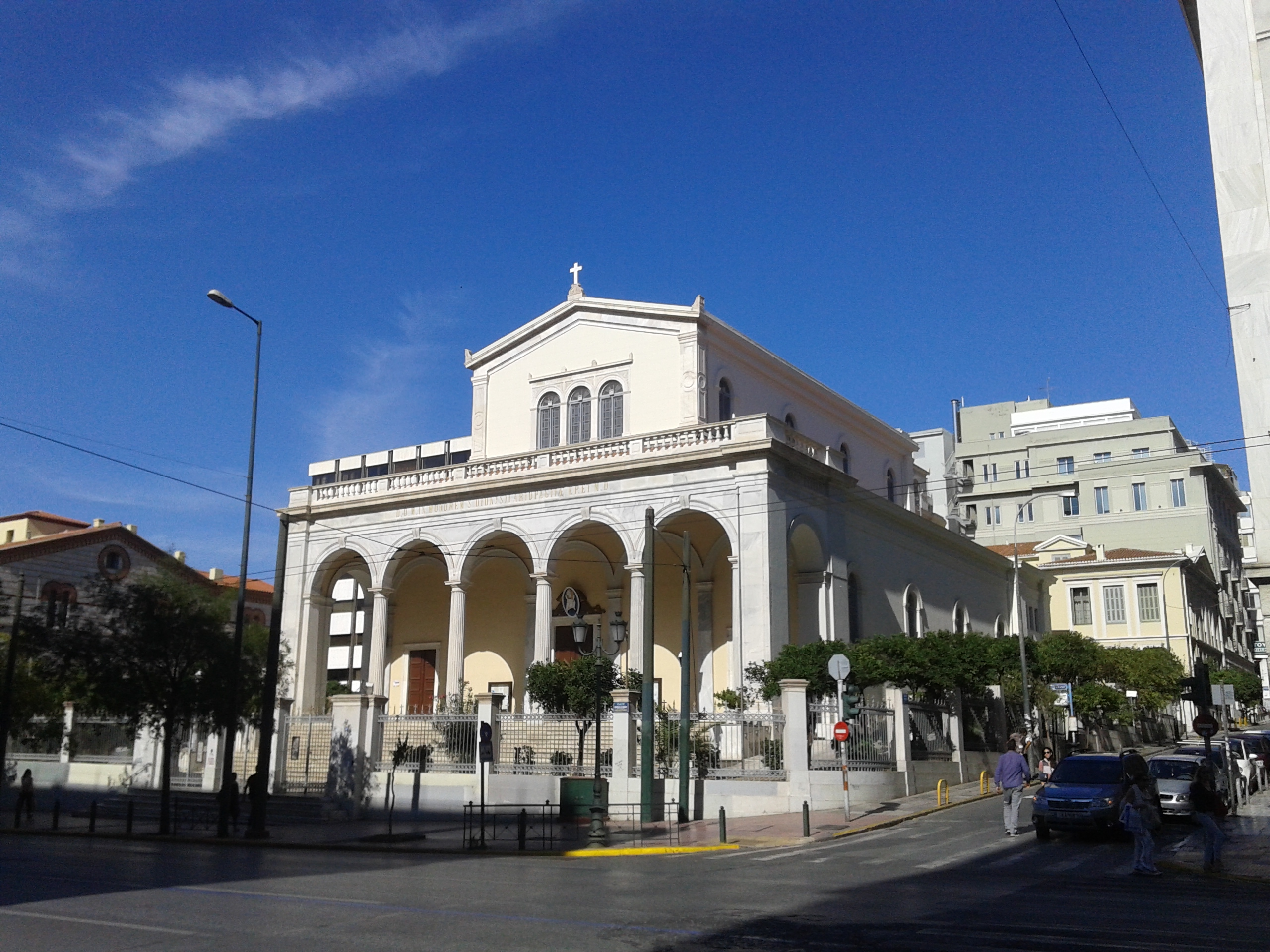
Catedral Basílica de San Dionisio el Areopagita en Grecia.

Sin embargo, desde principios de la década de 1990, el número de católicos residentes permanentes en Grecia ha aumentado considerablemente; hoy en día suman 200.000 personas como mínimo, y probablemente sean más. Estos católicos son inmigrantes de Europa del Este (especialmente de Polonia ) o de Filipinas, pero también incluyen expatriados de Europa Occidental que viven permanentemente en Atenas y Tesalónica o en las islas griegas (especialmente en Creta, Siros, Rodas y Corfú).
En la actualidad, la mayoría de los católicos vive en Atenas, una ciudad que en su aglomeración urbana suma unos seis millones de habitantes; el resto se puede encontrar en toda Grecia. La mayoría de los católicos viven en las islas, y especialmente en las Cícladas, donde Syros y Tinos en particular tienen algunas aldeas y parroquias totalmente católicas. 
También se pueden encontrar católicos en Corfú, Naxos, Santorini, Cefalonia, Zante, Rodas, Cos, Creta, Samos, Lesbos y Quíos. En el continente, las comunidades católicas son más pequeñas y destacan las de Patras (una ciudad que en donde residió una gran comunidad italiana hasta la Segunda Guerra Mundial), Tesalónica, Kavala y Volos. 

Además de los católicos de rito latino que representan la gran mayoría de los fieles, hay unos 5.000 de rito griego, y unos cientos de católicos armenios.

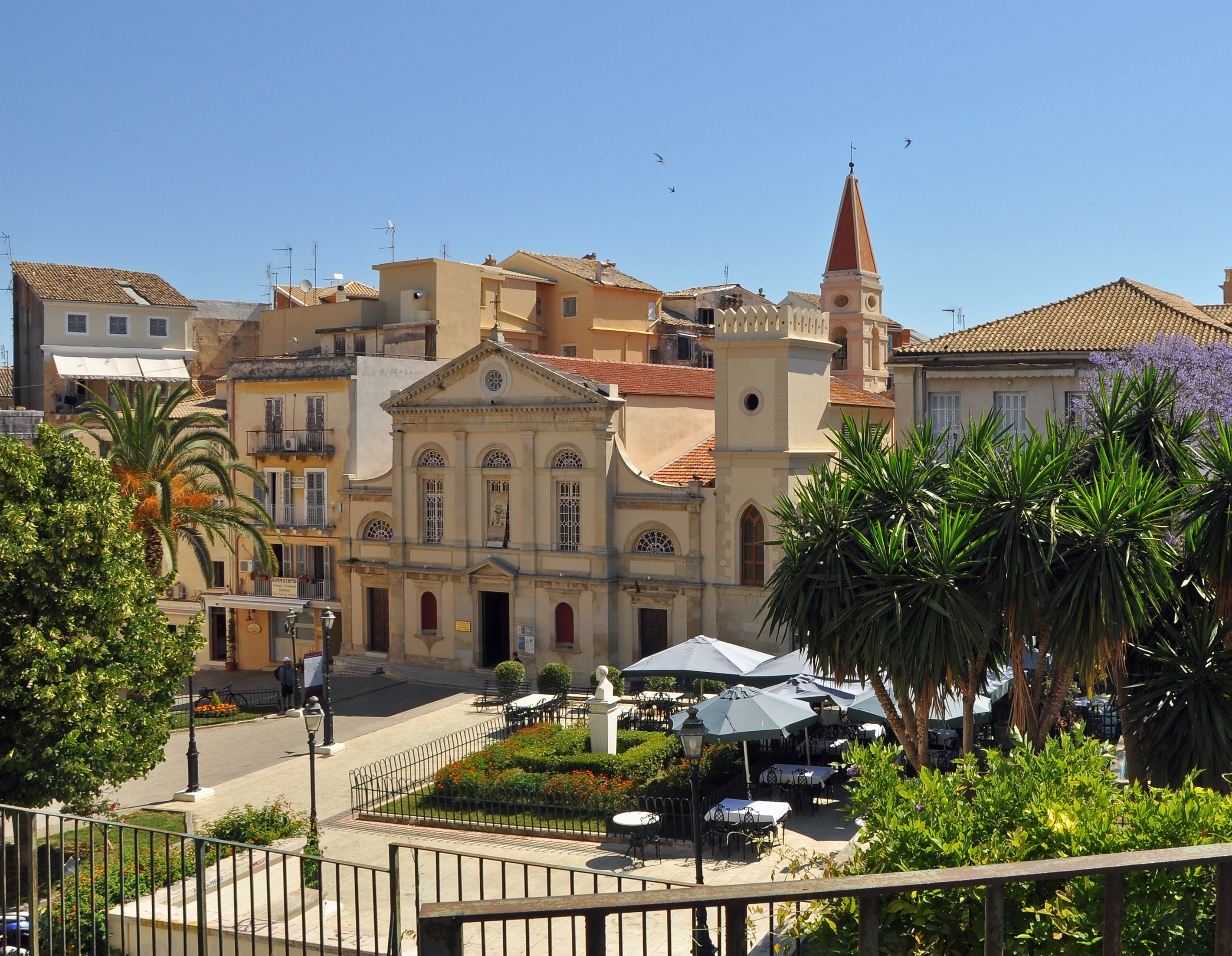
Catedral Católica de Corfú, Grecia.

## Historia
Antes de la división de la iglesia en 1054, había estructuras de la Iglesia de Rito Latino Occidental en Grecia. Desde el siglo V, el arzobispo latino de Tesalónica dirigió el Vicariato Ilirio de la Iglesia latina. Hasta 1054, hubo reconocimiento mutuo entre las comunidades de rito latino y bizantino en Grecia.
Después de la separación de iglesias en 1054, se produjo una división entre estas comunidades. Tras la división de la iglesia y la conquista de Grecia, el Imperio Otomano, los católicos griegos comenzaron a ser llamados "francos" (griego Φράγκοι). Este nombre de católicos locales proviene de la fe latina profesada por los francos. Los griegos ortodoxos, distinguiéndose de los francos, se llamaban a sí mismos los "romanos" (griego Ρωμαίοι), identificándose con el Imperio Bizantino, que se consideraba el sucesor del Imperio Romano .
Después de la Cuarta Cruzada en 1204, la residencia del patriarca latino con doce diócesis subordinadas a él se estableció en Constantinopla. En 1205, el Papa Inocencio III estableció la Arquidiócesis Latina en Atenas. Otras estructuras de la iglesia latina se establecieron al mismo tiempo. En Grecia también operaban varias órdenes monásticas occidentales.
Tras la conquista de Bizancio por el Imperio Otomano en 1453 en Grecia, la actividad de las estructuras latinas cesó gradualmente y las diócesis de rito latino se convirtieron en titulares. Al mismo tiempo, hasta el siglo XVIII, hubo numerosas colonias venecianas en Grecia, que poseían una libertad considerable.
En 1830, comenzó una restauración gradual de las estructuras de la iglesia latina en Grecia. Ese año, el Papa Gregorio XVI estableció la primera estructura eclesiástica para católicos de rito latino, que se denominó delegado apostólico. En 1834, el obispo Blancis fue nombrado delegado apostólico y la Santa Sede le confió el cuidado de los católicos latinos residentes en Grecia. El 23 de julio de 1875, el Papa Pío IX estableció la archidiócesis de Atenas y el Peloponeso.
En 1856, se formó una comunidad de católicos griegos orientales en Constantinopla, que se convirtió en la base de la Iglesia greco-católica. En 1979, la Santa Sede estableció relaciones diplomáticas con Grecia.

## Papas de Grecia
Papa Higinio
Papa Eleuterio
Papa Sixto II